# II liga czeska w piłce nożnej (2009/2010)
II liga czeska w piłce nożnej 2009/2010 – 17. edycja rozgrywek drugiego poziomu ligowego piłki nożnej mężczyzn w Czechach po podziale Czechosłowacji. Wzięło w nich udział 18 drużyn, grając systemem kołowym. Sezon ligowy rozpoczął się 31 lipca 2009, ostatnie mecze rozegrane zostaną 5 czerwca 2010.

## Drużyny
| Uczestnicy poprzedniej edycji                                                                                 | Uczestnicy poprzedniej edycji | Uczestnicy poprzedniej edycji | Uczestnicy poprzedniej edycji |
| --- | ----------------------------- | ----------------------------- | ----------------------------- |
| ZEN | Zenit Czasław                 | 2                             |                               |
| VYS | FC Vysočina Igława            | 3                             |                               |
| UNŁ | FK Uście nad Łabą             | 4                             |                               |
| DUK | Dukla Praga                   | 5                             |                               |
| BSO | Baník Sokolov                 | 6                             |                               |
| SFC | SFC Opawa                     | 7                             |                               |
| KAR | MFK Karwina                   | 8                             |                               |
| TRZ | Fotbal Trzyniec               | 9                             |                               |
| SPA | Sparta Praga B                | 11                            |                               |
| MOS | Baník Most                    | 12                            |                               |
| HRK | FC Hradec Králové             | 13                            |                               |
| WIT | FC Witkowice                  | 14                            |                               |
| Spadek z I ligi 2008/2009                                                                                     |                               |                               |                               |
| TES | Tescoma Zlín                  | 15                            |                               |
| VŽI | Viktoria Žižkov               | 16                            |                               |
| Awans z ČFL 2008/2009                                                                                         |                               |                               |                               |
| GRV | Graffin Vlašim                | 1                             |                               |
| Awans z MSFL 2008/2009                                                                                        |                               |                               |                               |
| HLN | FC Hulczyn                    | 1                             |                               |
| Oznaczenia: - kolumna pierwsza – skróty nazw drużyn, - kolumna trzecia – miejsce zajęte w poprzednim sezonie. |                               |                               |                               |

## Rozgrywki
W sezonie 2009/2010 drużyny rozgrywają 34 kolejki ligowe po 9 meczów (razem 306 spotkań) w dwóch rundach: jesiennej i wiosennej. 
Dwa czołowe miejsca w końcowej tabeli premiowane były awansem do I ligi, dwa ostatnie zespoły spadały – zależnie od przynależności terytorialnej – do ČFL (Česká fotbalová liga) lub MSFL (Moravskoslezská fotbalová liga). Pozostali uczestnicy (miejsca 3–14) pozostali w II lidze na sezon 2010/2011.

### Tabela
| Lp. | Drużyna                   | M  | Z  | R  | P  | Bramki | Bramki | Różn. | Pkt | Uwagi                                                   | Bezpośrednio   |
| --- | ------------------------- | -- | -- | -- | -- | ------ | ------ | ----- | --- | ------------------------------------------------------- | -------------- |
| 1   | FC Hradec Králové (M) (A) | 30 | 20 | 8  | 2  | 47     | 18     | +29   | 68  | Awans do I ligi                                         |                |
| 2   | FK Uście nad Łabą (A)     | 30 | 20 | 5  | 5  | 52     | 27     | +25   | 65  | Awans do I ligi                                         |                |
| 3   | Tescoma Zlín              | 30 | 17 | 5  | 8  | 49     | 33     | +16   | 56  |                                                         |                |
| 4   | FC Vysočina Igława        | 30 | 15 | 7  | 8  | 57     | 37     | +20   | 52  |                                                         |                |
| 5   | Viktoria Žižkov           | 30 | 13 | 7  | 10 | 42     | 41     | +1    | 46  |                                                         |                |
| 6   | Dukla Praga               | 30 | 12 | 8  | 10 | 45     | 41     | +4    | 44  |                                                         |                |
| 7   | Graffin Vlašim            | 30 | 11 | 7  | 12 | 40     | 41     | −1    | 40  |                                                         |                |
| 8   | MFK Karwina               | 30 | 11 | 6  | 13 | 44     | 36     | +8    | 39  |                                                         |                |
| 9   | Fotbal Trzyniec           | 30 | 10 | 8  | 12 | 34     | 38     | −4    | 38  |                                                         |                |
| 10  | Baník Sokolov             | 30 | 9  | 10 | 11 | 37     | 43     | −6    | 37  |                                                         |                |
| 11  | Baník Most                | 30 | 8  | 12 | 10 | 35     | 38     | −3    | 36  |                                                         |                |
| 12  | Sparta Praga B            | 30 | 6  | 11 | 13 | 33     | 50     | −17   | 29  | SPA: 12 pkt HLU: 8 pkt, 6–4 CAS: 8 pkt, 7–10 OPA: 3 pkt |                |
| 13  | FC Hulczyn                | 30 | 6  | 11 | 13 | 27     | 43     | −16   | 29  | SPA: 12 pkt HLU: 8 pkt, 6–4 CAS: 8 pkt, 7–10 OPA: 3 pkt |                |
| 14  | Zenit Czasław             | 30 | 7  | 8  | 15 | 28     | 49     | −21   | 29  | SPA: 12 pkt HLU: 8 pkt, 6–4 CAS: 8 pkt, 7–10 OPA: 3 pkt |                |
| 15  | SFC Opawa (S)             | 30 | 6  | 11 | 13 | 30     | 37     | −7    | 29  | SPA: 12 pkt HLU: 8 pkt, 6–4 CAS: 8 pkt, 7–10 OPA: 3 pkt | Spadek do MSFL |
| 16  | FC Witkowice (S)          | 30 | 4  | 6  | 20 | 23     | 51     | −28   | 18  |                                                         | Spadek do MSFL |

### Najlepsi strzelcy
| Bramki | Strzelcy       | Drużyna           |
| ------ | -------------- | ----------------- |
| 14     | Pavel Černý    | FC Hradec Králové |
| 14     | Dani Chigou    | Dukla Praga       |
| 14     | Karel Kroupa   | Tescoma Zlín      |
| 13     | Vladimír Bálek | Graffin Vlašim    |
| 13     | Martin Opic    | MFK Karwina       |

Źródło: Českomoravský fotbalový svaz (cz.)